# カトリック関東大学校
カトリック関東大学校（カトリッククァンドンだいがっこう、英称:Catholic Kwandong University）は、江原特別自治道江陵市と襄陽郡にある私立大学である。学校法人仁川カトリック学園が経営している。1954年に設立された。学生数は約3300人規模になり、学部は8学部、大学院は修士課程は28課程・博士課程は22課程を擁している。卒業生数は約37000人を数える。1988年に当時の教育法により関東大学から関東大学校へ昇格し、最初の大学院もこの年に設置することになった。

## 沿革
- 1954年 - 大学設立
- 1959年 - 4年制大学となる。
- 1988年 - 教育大学院設置
- 1990年 - 商務・行政大学院設置
- 1994年 - 医科大学設置
- 2003年- 神学大学院設置
- 2005年 - 防災管理大学院設置
- 2008年 - 社会福祉大学院設置
- 2014年9月1日 - 運営権を学校法人明知学園から仁川カトリック学園に移行。学校名をカトリック関東大学校に変更。

## 学部
- 人文大学（新入生募集中止）
  - 中国学学科（新入生募集中止）
  - 歴史学科（新入生募集中止）
  - 英語学学科（新入生募集中止）
  - 日本語学学科（新入生募集中止）
  - 韓国語学学科（国語国文学科）（新入生募集中止）
  - メディア学科（新入生募集中止）
  - 神学学科（新入生募集中止）
- 社会文化大学
  - 法律学科（新入生募集中止）
  - 公共行政学科
  - 警察行政学科
  - 経営学科
  - 広告広報学科
  - 社会福祉学科
- 放送文化芸術大学
  - 室用音楽学科
  - 美術学科　
  - 音楽学科（新入生募集中止）
  - ピアノ学科　（新入生募集中止）
  - インテリアデザイン学科（新入生募集中止）
  - ビジュアルデザイン学科（新入生募集中
  - マルチメディアデザイン学科（新入生募集中止）
  - 放送園芸学科
  - コンテンツ制作学部（放送制作学専攻、メディアコンテンツ専攻、CGデザイン専攻）
- 師範大学　
  - 韓国語教育学科　
  - 家政教育学科
  - 地理学教育学科
  - 数学教育学科
  - 体育教育学科　
  - コンピュータ教育学科
  - 英語教育学科
  - 歴史教育学科
- 工科大学　
  - 電子工学科
  - 情報通信工学科（新入生募集中止）　
  - ソプトウェーア学科
  - コンピュータ工学科（新入生募集中止）
  - エナジープラント工学科（新入生募集中止）
  - 土木工学科
  - 建築学部（建築学専攻、建築工学専攻）
- 医科大学　
  - 医学科　
  - 看護学科
- 観光スポーツ大学　
  - 観光経営学科
  - ホテル観光外食学部（ホテル経営専攻、観光経営専攻、調理外食学専攻）
  - 航空学部（航空運行学専攻、航空運行サービス専攻、航空経営専攻）
  - スポーツ・レジャー学科　
  - スポーツ健康管学科
- 競技指導学科
  - 医療融合大学
  - 医療工学科
  - 医療IT学科
  - 医生命科学学科
  - 医療経営学科
  - グローバル創業コンサルティング学科

## 大学院
- 教育大学院
- 商務・行政大学院
- 神学大学院
- 防災管理大学院
- 社会福祉大学院

## 他機関
- 国際聖母病院
- 附属博物館

## 対外関係
- 福井工業大学
- 桜美林大学